# Inés
Inés es un nombre propio, proveniente del griego.

## Variantes en otros idiomas
- Agnes (alemán, inglés, noruego, islandés, lenguas escandinavas, neerlandés, finés, esloveno)
- Agneta (alemán)
- Agnete (alemán)
- Agnese (italiano)
- Agneta, Agnetha (lenguas escandinavas, finés)
- Aines (euskera, aragonés)
- Agnès (francés, catalán, occitano)
- Ines (alemán, inglés, italiano)
- Inès (francés)
- Inés (gallego, español)
- Einés (gallego)
- Inez (alemán, inglés)
- Inês (portugués)
- Agnieszka (polaco)
- Anežka (checo)
- Agnesa (eslovaco)
- Agnė (lituano)
- Агнесса (Agnessa), Агния (Agniya) (ruso)
- Αγνή (Agni) (griego)
- Ágnes, Ági (húngaro)
- Ynez (inglés estadounidense)
- Ávdnos (sami)
- Aune (finés)
- Neža, Nežka, Nežika, Agneza (esloveno)
- Agnas (feroés)

| Equivalencias en otros idiomas |                                    |          |                                         |
| Idioma                         | Traducción                         | Idioma   | Traducción                              |
| Gallego                        | Inés, Einés                        | Danés    | Agneta, Agnete, Agnethe, Agnetha, Agnes |
| Valenciano                     | Agnès                              | Islandés | Agnes, Agnetha, Agneta                  |
| Catalán                        | Agnès                              | Noruego  | Agnes, Agneta, Agnetha                  |
| Francés                        | Agnès, Inès                        | Sueco    | Agneta, Agnes, Agnetha                  |
| Italiano                       | Ines, Agnese                       | Ruso     | Агнесса (Agnessa), Агния (Agniya)       |
| Portugués                      | Inês                               | Español  | Inés                                    |
| Inglés                         | Ynez. Ines, Agnes, Inez            | Polaco   | Agnieszka                               |
| Alemán                         | Agnes, Agneta, Agnete, Ines, Inez  | Eslovaco | Agnesa                                  |
| Neerlandés                     | Agnes                              | Finés    | Aune, Agnes, Agneta                     |
| Vasco                          | Aines                              | Griego   | Agni Αγνή                               |
| Búlgaro                        | ---                                | Húngaro  | Ágnes, Ági                              |
| Esloveno                       | Neža, Nežka, Nežika, Agnes, Agneza | Hawaiano | ---                                     |
| Árabe                          | ---                                | Occitano | Agnès                                   |
| Sami                           | Ávdnos                             | Feroés   | Agnas                                   |

## Santoral
- 21 de enero, santoral de Santa Inés.
- 20 de abril, santa Inés.

## Personas llamadas 'Inés'

### Santas y beatas

#### Santasː
- Santa Inés de Roma, virgen y mártir - Festividad: 21 de enero.
- Santa Inés de Poitiers († 588)

- Santa Inés de Asís (*1198-†1253)
- Santa Inés de Bohemia (*1200-†1282) - Festividad: 2 de marzo.
- Santa Inés de Montepulciano, abadesa (*1268-†1317) - Festividad: 20 de abril.
- Santa Inés Tsao Kueiying (*1826-†1856)
- Santa Teresa de Calcuta, nombre real Agnes Gonxha Bojaxhiu (*1910-†1997).

#### Beatas
- Beata Inés de Venose († v. 1144)
- Beata Inés de Baviera (†1532)
- Beata Inés Taquéa (†1626)
- Beata Inés de Benigánim (*1625-†1696)
- Beata Inés Bocanegra (*2000-†)

### Otras
- Inés de Castro (1320-1355), reina de Portugal.
- Inés de Courtenay, reina consorte en Jerusalén.
- Inés de Suárez, conquistadora y militar española.
- Inés Rodena, escritora cubana de radio y de televisión.
- Inés de Bobadilla, gobernadora de Cuba..
- Sor Juana Inés de la Cruz, exponente del Siglo de Oro de la literatura en español.
- Inés Arredondo, escritora mexicana.
- Inês Brasil, celebridad y cantante brasileña..
- Inés Fernández Montañes, celebridad.
- Inés Arrimadas García, política española.
- Inés Calderón Quintero
- Inés Coronel Barreras
- Inés Sainz Gallo, presentadora y periodista mexicana.
- Inés Gómez Mont, presentadora mexicana.
- María Inés Guerra, presentadora y cantante mexicana.

## Inés en el arte
- "Santa Inés", cuadro de Ribera localizado en el Staatliche Kunstsammlungen Dresden en Dresde, (Alemania).
- "Santa Inés", cuadro de Domenichino localizado en el Royal Collection, (Reino Unido).
- "Santa Inés", cuadro de Alonso Cano desaparecido en el año 1945 del Kaiser Friedrich Museum, Berlín (Alemania).
- "Martirio de Santa Inés", cuadro de Vicente Macip localizado en el Museo del Prado, Madrid (España).

Inés Peña

## Núcleos de población
- Ines localidad española perteneciente al municipio soriano de San Esteban de Gormaz.